# Miguel Quiroz Pérez
Miguel Ángel Quiroz Pérez (Zacatlán, Puebla, 12 de enero de 1939-Puebla de Zaragoza, Puebla, 31 de enero de 2019) fue un político mexicano, miembro del Partido Revolucionario Institucional (PRI). Fue en dos ocasiones diputado federal y presidente municipal de la ciudad de Puebla.

## Biografía
Oriundo de la ciudad de Zacatlán, donde nació el 12 de enero de 1939. Fue licenciado en Derecho por la entonces Universidad Autónoma de Puebla (UAP), ejerció como decente en escuelas preparatorias y en la Facultad de Derecho y Ciencias Sociales de la UAP.
Miembro del PRI desde 1964. Entre 1964 y 1965 fue inspector de la Secretaría de Hacienda y Crédito Público en Puebla y de 1965 a 1967 fue oficial mayor en la Tesorería del Estado, además, de 1968 a 1975 se desempeñó como presidente del Instituto de Estudios Administrativos de Puebla.
De 1971 a 1973 fue director Jurídico de la Secretaría de Finanzas de Puebla y de 1975 a 1976 fue secretario en el comité estatal del PRI en el estado. En 1976 el gobernador de Puebla, Alfredo Toxqui, lo designa secretario general de Gobierno de su administración, permaneciendo en el cargo hasta 1978 en que pasa a ser secretario de la Federación de Organizaciones Populares, sección de la Confederación Nacional de Organizaciones Populares en Puebla.
En 1979 fue postulado candidato del PRI y elegido Presidente municipal de Puebla, para el periodo constitucional del año mencionado al de 1981. Posteriormente ocupó los cargos de subsecretario de Finanzas y secretario de Economía del gobierno del estado. 
En 1988 fue elegido por primera ocasión diputado federal, en representación del distrito 11 de Puebla a la LIV Legislatura que concluyó en 1991. Entre el 23 de agosto y el 22 de septiembre de 1989 se separó de la diputación por licencia para ser elegido presidente estatal del PRI en Puebla, cargo que ejerció hasta 1990. Al término de la diputación, de 1991 a 1992 fue secretario de Asentamientos Humanos y Obras Públicas del estado, por nombramiento del gobernador Mariano Piña Olaya.
De 1993 a 1996 fue diputado a la LII Legislatura del Congreso del Estado de Puebla por el distrito 2 local, en la que fue presidente de la Gran Comisión. Simultánemente, de 1995 a 1996, fue por segunda ocasión presidente estatal del PRI. En 1997 fue por segunda ocasión elegido diputado federal, en esta ocasión por el distrito 2 de Puebla a la LVII Legislatura que terminó sus funciones en 2000. En esta legislatura fue secretario de la comisión de Gobernación y Puntos Constitucionales; así como integrantes de las comisiones de Defensa Nacional; Jurisdiccional; de Reglamento y Prácticas Parlamentarias; y, del Distrito Federal. Así mismo fue vicepresidente de la mesa directiva.
A partir de 1998 fue nombrado notario público. De 2002 a 2007 fue integrante del Consejo de la Judicatura Federal, siendo su último cargo público. Falleció en la ciudad de Puebla el 31 de enero de 2019.